# 奇莱卡国际机场
奇莱卡国际机场（英語：Chileka International Airport）是马拉维的国际机场，位于马拉维第二大城市、该国的商业和金融中心布兰太尔西北约13公里（8英里）处，通过公路连接布兰太尔。奇莱卡是马拉维的第二座国际机场，另一座是位于该国首都利隆圭的利隆圭国际机场。

## 位置和设施
机场地理坐标为：南纬15°40'52.0"；东经34°58'18.0"（纬度：-15.681111；经度：34.971667）。该机场海拔高度为2,555英尺（779）。
该机场有两条沥青混凝土铺设的跑道：10/28尺寸为2,325米 × 30米（7,628英尺 × 98英尺）；15/33尺寸为1,372米 × 30米（4,501英尺 × 98英尺）。

## 翻修改造
2019年4月，主跑道的翻修和扩建工程按计划启动，导致10/28跑道暂时关闭。翻修工程最初计划持续三个月，预计将于2019年7月恢复运营。然而，几次延期导致该项目耗时比预期的要长，重新开放的日期至少被推迟了三次。
翻修期间，机场继续运营，15/33跑道用来处理小型飞机的进出港。主跑道关闭期间，所有中型和大型飞机的进出港航班均由利隆圭国际机场起降，并有小型飞机往返奇莱卡国际机场。
改造工程最终于2019年12月完工，两条跑道于2020年1月1日恢复正常运行。

## 航空公司和目的地
| 航空公司       | 目的地                                         |
| -------------- | ---------------------------------------------- |
| 南非连接航空   | 约翰内斯堡                                     |
| 埃塞俄比亚航空 | 达累斯萨拉姆、约翰内斯堡、利隆圭、亚的斯亚贝巴 |
| 马拉维航空     | 利隆圭                                         |